# Wilhelm Gimmi
Wilhelm Gimmi (* 7. August 1886 in Zürich; † 29. August 1965 in Chexbres; heimatberechtigt in Dünnershaus) war ein Schweizer Maler, Lithograph und Designer.

## Leben und Werk
Wilhelm Gimmi wuchs als Sohn eines Bundesbeamten in Zürich auf. Am Lehrerseminar Küsnacht liess er sich zum Primarlehrer ausbilden. Er unterrichtete anschliessend ein Jahr lang als Stellvertreter an der Sekundarschule in Wädenswil.
Ein Stipendium ermöglichte es Gimmi, von 1908 bis 1911 an der Académie Julian in Paris zu studieren. Zwischenzeitlich kehrte er in die Schweiz zurück und beteiligte sich von 1911 bis 1913 an den Ausstellungen der Künstlervereinigung Der Moderne Bund. Diesen hatte Gimmi in Weggis zusammen mit seinen Malerkollegen Hans Arp, Walter Helbig, Oscar Lüthy und Fritz Huf 1911 gegründet. An der ersten Ausstellung im Hotel du Lac in Luzern vom 3. bis 17. Dezember 1911 beteiligten sich Hans Arp und Hermann Huber sowie die damals schon bekannten Pablo Picasso, Paul Gauguin, Cuno Amiet, Othon Friesz, Ferdinand Hodler, Wassily Kandinsky und Henri Matisse.
In Paris lebte Gimmi von 1911 bis 1940. Erstmals trat er 1919 mit zehn Werken, die er in der Galerie von Berthe Weill ausstellen konnte, an die Öffentlichkeit. Ab 1920 war er Mitglied des Salon d’Automne und stellte in mehreren Pariser Galerien aus. 1934 heiratete er Cécile Abramsky. Gimmi sammelte auch Kunst, u. a. von Nicolas Poussin. Seine Kunstsammlung und viele eigene Werke musste er jedoch in Paris zurücklassen, als er wegen des Zweiten Weltkrieges 1940 mit seiner Frau in die Schweiz flüchtete und sich in Chexbres niederliess.
Mit seinem Freund Ernst Suter war er oft zu Gast bei John Friedrich Vuilleumier und traf sich häufig mit seinem Künstlerkollegen Charles Häusermann (1886–1938). In all diesen Jahren beteiligte sich Gimmi an den wesentlichsten schweizerischen Kunstausstellungen. Im Auftrag der Stadt Zürich schuf er Wandbilder für das Muraltengut und für die ETH Zürich.
1942 erhielt Gimmi den Grand Prix de l’illustration des Verlags von Albert Skira für die Buchillustration einer Ausgabe von Gottfried Kellers Romeo und Julia auf dem Dorfe. Im Winter 1956/1957 wurden seine Werke im Kunsthaus Zürich in einer umfassenden Ausstellung gezeigt. 1962 erhielt Gimmi den Preis für bildende Kunst der Stadt Zürich. 1968 widmete ihm das Musée Jenisch in Vevey eine Retrospektive und 1978 ein Werkverzeichnis der Gemälde.